# Langburkersdorf
Langburkersdorf je vesnice, místní část města Neustadt in Sachsen v německé spolkové zemi Sasko. Nachází se v zemském okrese Saské Švýcarsko-Východní Krušné hory a má přibližně 1 900 obyvatel.

## Historie
Langburkersdorf byl založen jako lesní lánová vesnice franskými rolníky patrně v polovině 13. století. V písemných pramenech je poprvé zmíněn roku 1413 jako Burghardsdorff. Roku 1994 se stal součástí nově vzniklé obce Hohwald. Ta se roku 2007 sloučila s městem Neustadt in Sachsen.

## Geografie
Langburkersdorf leží na severním okraji Děčínské vrchoviny na hranici Saského Švýcarska. Část území zaujímá lesní oblast Hohwald. Páteřním tokem vsi je Polenz. Na východě hraničí s Českou republikou, se kterou je spojena dvěma hraničními přechody; po tzv. Drážďanské cestě pro pěší a cyklisty s Lobendavou a po zelené turistické stezce pro pěší s Novou Vískou. Vesnice není napojena na železnici.

## Pamětihodnosti
- zámek Langburkersdorf z roku 1611 ve stylu saské renesance, barokně upraven
- mlýny Obermühle a Hofmühle

## Osobnosti
- Siegfried Röhlig (1928–2000) – politik za SPD